# Fußballclub Bayer 05 Uerdingen 1985-1986
Questa voce raccoglie le informazioni riguardanti il Fußballclub Bayer 05 Uerdingen nelle competizioni ufficiali della stagione 1985-1986.

## Stagione
Nella stagione 1985-1986 il Bayer Uerdingen, allenato da Karlheinz Feldkamp, concluse il campionato di Bundesliga al 3º posto. In Coppa di Germania il Bayer Uerdingen fu eliminato al secondo turno dall'Eintracht Treviri. In Coppa delle Coppe il Bayer Uerdingen fu eliminato in semifinale dall'Atlético Madrid.

## Rosa
| N. |                     | Ruolo | Calciatore        |
| -- | ------------------- | ----- | ----------------- |
|    | Germania (bandiera) | P     | Mario Bäger       |
|    | Germania (bandiera) | P     | Manfred Kubik     |
|    | Germania (bandiera) | P     | Werner Vollack    |
|    | Germania (bandiera) | D     | Norbert Brinkmann |
|    | Germania (bandiera) | D     | Werner Buttgereit |
|    | Germania (bandiera) | D     | Michael Dämgen    |
|    | Germania (bandiera) | D     | Wolfgang Funkel   |
|    | Germania (bandiera) | D     | Matthias Herget   |
|    | Germania (bandiera) | D     | Dietmar Janssen   |
|    | Germania (bandiera) | D     | Dietmar Klinger   |
|    | Germania (bandiera) | D     | Branko Rodosek    |
|    | Germania (bandiera) | D     | Frank Thommessen  |
|    | Germania (bandiera) | D     | Ludger van de Loo |

| N. |                     | Ruolo | Calciatore         |
| -- | ------------------- | ----- | ------------------ |
|    | Germania (bandiera) | D     | Karl-Heinz Wöhrlin |
|    | Germania (bandiera) | C     | Rudolf Bommer      |
|    | Germania (bandiera) | C     | Friedhelm Funkel   |
|    | Germania (bandiera) | C     | Frank Kirchhoff    |
|    | Germania (bandiera) | C     | Franz Raschid      |
|    | Germania (bandiera) | C     | Rainer Stephany    |
|    | Germania (bandiera) | A     | Klaus Basten       |
|    | Islanda (bandiera)  | A     | Atli Eðvaldsson    |
|    | Germania (bandiera) | A     | Horst Feilzer      |
|    | Islanda (bandiera)  | A     | Lárus Guðmundsson  |
|    | Germania (bandiera) | A     | Peter Loontiens    |
|    | Germania (bandiera) | A     | Wolfgang Schäfer   |

## Organigramma societario
Area tecnica
- Allenatore: Karlheinz Feldkamp
- Allenatore in seconda: Bernd Lehmann
- Preparatore dei portieri:
- Preparatori atletici:

## Calciomercato

### Sessione estiva
| Acquisti | Acquisti        | Acquisti                | Acquisti |
| R.       | Nome            | da                      | Modalità |
| -------- | --------------- | ----------------------- | -------- |
| A        | Klaus Basten    | Uerdingen 05 II         |          |
| C        | Rudolf Bommer   | Fortuna Düsseldorf      |          |
| D        | Michael Dämgen  | Friburgo                |          |
| A        | Atli Eðvaldsson | Fortuna Düsseldorf      |          |
| P        | Manfred Kubik   | Uerdingen 05 (juniores) |          |
| C        | Rainer Stephany | Uerdingen 05 II         |          |

| Cessioni | Cessioni         | Cessioni    | Cessioni |
| R.       | Nome             | a           | Modalità |
| -------- | ---------------- | ----------- | -------- |
| C        | Toni Puszamszies | Duisburg    |          |
| A        | Axel Schmidt     | Duisburg    |          |
| C        | Wayne Thomas     | Hannover 96 |          |

### Sessione invernale
| Acquisti | Acquisti | Acquisti | Acquisti |
| R.       | Nome     | da       | Modalità |
| -------- | -------- | -------- | -------- |

| Cessioni | Cessioni        | Cessioni       | Cessioni |
| R.       | Nome            | a              | Modalità |
| -------- | --------------- | -------------- | -------- |
| P        | Dieter Ingendae | Charlottenburg |          |

## Risultati

### Bundesliga

#### Girone di andata
| Arbitro: | Werner |

|                       |           |  |
| Winklhofer 34’ (aut.) | Marcatori |  |

| Arbitro: | Wiesel |

|                      |           |  |
| Remark 46’ Klotz 70’ | Marcatori |  |

| Arbitro: | Hontheim |

|            |           |                                                 |
| Herget 39’ | Marcatori | 2’ Sigurvinsson 27’, 72’ Allgöwer 82’ Klinsmann |

| Arbitro: | Jupe |

|           |           |                       |
| Kuntz 68’ | Marcatori | 20’ Herget 27’ Bommer |

| Arbitro: | Scheuerer |

|                                           |           |                                  |
| Guðmundsson 24’ Klinger 70’ Kirchhoff 73’ | Marcatori | 14’ Hartmann 83’ Schatzschneider |

| Arbitro: | Umbach |

|                   |           |                |
| Theiss 43’ (rig.) | Marcatori | 10’ Eðvaldsson |

| Arbitro: | Wittke |

|                                        |           |                         |
| Guðmundsson 34’ Bommer 70’ (rig.), 74’ | Marcatori | 22’, 78’ Thomas 55’ Gue |

| Arbitro: | Brehm |

|                                    |           |                   |
| Trunk 9’, 49’ Allofs 41’, 70’, 89’ | Marcatori | 69’ (rig.) Bommer |

| Arbitro: | Boos |

|                           |           |             |
| Buttgereit 24’ Bommer 40’ | Marcatori | 55’ Blättel |

| Arbitro: | Brückner |

|                                                                |           |                            |
| Zorc 38’ (rig.) Hrubesch 54’ Wegmann 57’ Hupe 65’ Răducanu 81’ | Marcatori | 10’ Herget 69’ Guðmundsson |

| Arbitro: | Neuner |

|  |           |                               |
|  | Marcatori | 37’, 79’ von Heesen 82’ Rolff |

| Arbitro: | Uhlig |

|                     |           |                            |
| Waas 20’ Zechel 51’ | Marcatori | 60’ Schäfer 66’ Eðvaldsson |

| Arbitro: | Roth |

|                                      |           |                                  |
| Loontiens 8’, 85’ Schäfer 57’ (rig.) | Marcatori | 14’ Littbarski 34’ Geilenkirchen |

| Arbitro: | Correll |

|                                                                        |           |            |
| Kutzop 30’ (rig.), 36’ (rig.) Neubarth 45’, 57’ Pezzey 62’ Hermann 77’ | Marcatori | 70’ Dämgen |

| Arbitro: | Gabor |

|             |           |                      |
| Andersen 2’ | Marcatori | 57’, 69’ Guðmundsson |

| Arbitro: | Barnick |

|                |           |                   |
| Eðvaldsson 63’ | Marcatori | 14’ (rig.) Hannes |

| Arbitro: | Hontheim |

|                |           |            |
| Bockenfeld 47’ | Marcatori | 15’ Funkel |

#### Girone di ritorno
| Arbitro: | Dellwing |

|                                                        |           |             |
| Hoeneß 22’, 80’ Lerby 26’ Augenthaler 30’ Pflügler 42’ | Marcatori | 41’ Schäfer |

| Arbitro: | Föckler |

|             |           |  |
| Klinger 73’ | Marcatori |  |

| Arbitro: | Heitmann |

|  |           |                            |
|  | Marcatori | 17’ Klinger 28’ Buttgereit |

| Arbitro: | Osmers |

|                                      |           |                  |
| Dämgen 11’ Bommer 28’ Eðvaldsson 43’ | Marcatori | 49’, 50’ Fischer |

| Arbitro: | Theobald |

|                 |           |  |
| Täuber 34’, 83’ | Marcatori |  |

| Arbitro: | Föckler |

|                |           |  |
| Guðmundsson 6’ | Marcatori |  |

| Arbitro: | Correll |

|               |           |                |
| Geszlecht 88’ | Marcatori | 19’ Eðvaldsson |

| Arbitro: | Zimmermann |

|                                        |           |                  |
| Eðvaldsson 23’ Raschid 44’ Klinger 68’ | Marcatori | 4’ (rig.) Wuttke |

| Arbitro: | Gabor |

|             |           |                       |
| Blättel 88’ | Marcatori | 5’ Dämgen 35’ Klinger |

| Arbitro: | Schmidhuber |

|                         |           |  |
| Schäfer 50’ Feilzer 76’ | Marcatori |  |

| Arbitro: | Bruch |

|                |           |                                                      |
| von Heesen 90’ | Marcatori | 23’ Guðmundsson 41’ Herget 65’ Raschid 87’ Loontiens |

| Arbitro: | Schütte |

|                               |           |              |
| Funkel 25’ (rig.) Schäfer 79’ | Marcatori | 82’ Schreier |

| Arbitro: | Jupe |

|         |           |           |
| Bein 7’ | Marcatori | 6’ Funkel |

| Arbitro: | Brehm |

|             |           |  |
| Raschid 56’ | Marcatori |  |

| Arbitro: | Roth |

|                                                                  |           |                           |
| Loontiens 2’, 40’, 77’ Raschid 14’ Bommer 50’ (rig.) Feilzer 60’ | Marcatori | 18’ Eckstein 86’ Andersen |

| Arbitro: | Wahmann |

|          |           |                               |
| Rahn 84’ | Marcatori | 50’ Kirchhoff 73’ Guðmundsson |

| Arbitro: | Uhlig |

|                                                        |           |                          |
| Guðmundsson 2’, 18’ Funkel 48’ (rig.), 73’ Janssen 86’ | Marcatori | 29’ Thomas 75’ Holmqvist |

### Coppa di Germania
| Arbitro: | Correll |

|              |           |                                       |
| Schmiedl 50’ | Marcatori | 1’ Guðmundsson 23’ Klinger 90’ Bommer |

| Treviri 19 ottobre 1985, ore 15:00 CET Secondo turno | Eintracht Treviri | 0 – 0 (d.t.s.) referto | Bayer Uerdingen | Moselstadion (9 500 spett.)\| Arbitro: \| Schäfer \| |
| Arbitro:                                             | Schäfer           |                        |                 |                                                      |

| Arbitro: | Beuth |

|  |           |                          |
|  | Marcatori | 62’, 77’ Kohr 90’ Brinsa |

### Coppa delle Coppe
| Arbitro: | Petrescu |

|  |           |                                |
|  | Marcatori | 8’, 34’ Funkel 87’ Guðmundsson |

| Arbitro: | Czemarmazowicz |

| |           |  |
| Bommer 13’ (rig.), 32’ Funkel 22’ (rig.) Raschid 29’, 49’ Loontiens 37’, 82’ Puszamszies 72’ Feilzer 76’ | Marcatori |  |

| Arbitro: | Lund-Sørensen |

|                        |           |  |
| Schäfer 35’ Bommer 85’ | Marcatori |  |

| Arbitro: | Galler |

|             |           |            |
| Prekazi 55’ | Marcatori | 26’ Herget |

| Arbitro: | Quiniou |

|                       |           |  |
| Lippmann 50’ Pilz 60’ | Marcatori |  |

| Arbitro: | Németh |

|                                                                                 |           |                                         |
| Funkel 13’, 57’ (rig.), 79’ (rig.) Guðmundsson 62’ Schäfer 66’, 87’ Klinger 78’ | Marcatori | 1’ Minge 35’ Lippmann 42’ (aut.) Bommer |

| Arbitro: | Ponnet |

|            |           |  |
| Prieto 78’ | Marcatori |  |

| Arbitro: | Midgley |

|                            |           |                                         |
| Herget 55’ Guðmundsson 64’ | Marcatori | 16’ (rig.) Rubio 28’ Cabrera 58’ Prieto |

## Statistiche

### Statistiche di squadra
| Competizione      | Punti | In casa | In casa | In casa | In casa | In casa | In casa | In trasferta | In trasferta | In trasferta | In trasferta | In trasferta | In trasferta | Totale | Totale | Totale | Totale | Totale | Totale | DR  |
| Competizione      | Punti | G       | V       | N       | P       | Gf      | Gs      | G            | V            | N            | P            | Gf           | Gs           | G      | V      | N      | P      | Gf     | Gs     | DR  |
| ----------------- | ----- | ------- | ------- | ------- | ------- | ------- | ------- | ------------ | ------------ | ------------ | ------------ | ------------ | ------------ | ------ | ------ | ------ | ------ | ------ | ------ | --- |
| Bundesliga        | 45    | 17      | 13      | 2       | 2       | 38      | 24      | 17           | 6            | 5            | 6            | 25           | 36           | 34     | 19     | 7      | 8      | 63     | 60     | +3  |
| Coppa di Germania | -     | 1       | 0       | 0       | 1       | 0       | 3       | 2            | 1            | 1            | 0            | 3            | 1            | 3      | 1      | 1      | 1      | 3      | 4      | -1  |
| Coppa delle Coppe | -     | 4       | 3       | 0       | 1       | 20      | 6       | 4            | 1            | 1            | 2            | 4            | 4            | 8      | 4      | 1      | 3      | 24     | 10     | +14 |
| Totale            | 45    | 22      | 16      | 2       | 4       | 58      | 33      | 23           | 8            | 7            | 8            | 32           | 41           | 45     | 24     | 9      | 12     | 90     | 74     | +16 |

### Andamento in campionato
| Giornata  | 1 | 2  | 3  | 4  | 5 | 6 | 7 | 8 | 9 | 10 | 11 | 12 | 13 | 14 | 15 | 16 | 17 | 18 | 19 | 20 | 21 | 22 | 23 | 24 | 25 | 26 | 27 | 28 | 29 | 30 | 31 | 32 | 33 | 34 |
| --------- | - | -- | -- | -- | - | - | - | - | - | -- | -- | -- | -- | -- | -- | -- | -- | -- | -- | -- | -- | -- | -- | -- | -- | -- | -- | -- | -- | -- | -- | -- | -- | -- |
| Luogo     | C | T  | C  | T  | C | T | C | T | C | T  | C  | T  | C  | T  | T  | C  | T  | T  | C  | T  | C  | T  | C  | T  | C  | T  | C  | T  | C  | T  | C  | C  | T  | C  |
| Risultato | V | P  | P  | V  | V | N | N | P | V | P  | P  | N  | V  | P  | V  | N  | N  | P  | V  | V  | V  | P  | V  | N  | V  | V  | V  | V  | V  | N  | V  | V  | V  | V  |
| Posizione | 3 | 11 | 16 | 11 | 8 | 9 | 8 | 9 | 8 | 9  | 12 | 11 | 10 | 12 | 11 | 11 | 9  | 10 | 9  | 8  | 7  | 8  | 7  | 7  | 6  | 6  | 6  | 5  | 4  | 4  | 4  | 4  | 3  | 3  |

Legenda:

Luogo: C = Casa; T = Trasferta. Risultato: V = Vittoria; N = Pareggio; P = Sconfitta.

### Statistiche dei giocatori
| Giocatore      | Bundesliga | Bundesliga | Bundesliga  | Bundesliga | Coppa di Germania | Coppa di Germania | Coppa di Germania | Coppa di Germania | Coppa delle Coppe | Coppa delle Coppe | Coppa delle Coppe | Coppa delle Coppe | Totale   | Totale | Totale      | Totale     |
| Giocatore      | Presenze   | Reti       | Ammonizioni | Espulsioni | Presenze          | Reti              | Ammonizioni       | Espulsioni        | Presenze          | Reti              | Ammonizioni       | Espulsioni        | Presenze | Reti   | Ammonizioni | Espulsioni |
| -------------- | ---------- | ---------- | ----------- | ---------- | ----------------- | ----------------- | ----------------- | ----------------- | ----------------- | ----------------- | ----------------- | ----------------- | -------- | ------ | ----------- | ---------- |
| K. Basten      | 2          | 0          | 0           | 0          | 0                 | 0                 | 0                 | 0                 | 0                 | 0                 | 0                 | 0                 | 2        | 0      | 0           | 0          |
| R. Bommer      | 30         | 7          | 4           | 0          | 3                 | 1                 | 0                 | 0                 | 8                 | 3                 | 0                 | 0                 | 41       | 11     | 4           | 0          |
| N. Brinkmann   | 21         | 0          | 7           | 0          | 3                 | 0                 | 0                 | 0                 | 4                 | 0                 | 0                 | 0                 | 28       | 0      | 7           | 0          |
| W. Buttgereit  | 32         | 2          | 1           | 0          | 3                 | 0                 | 0                 | 0                 | 5                 | 0                 | 0                 | 0                 | 40       | 2      | 1           | 0          |
| M. Bäger       | 2          | 0          | 0           | 0          | 0                 | 0                 | 0                 | 0                 | 0                 | 0                 | 0                 | 0                 | 2        | 0      | 0           | 0          |
| M. Dämgen      | 28         | 3          | 2           | 0          | 3                 | 0                 | 0                 | 0                 | 7                 | 0                 | 0                 | 0                 | 38       | 3      | 2           | 0          |
| A. Eðvaldsson  | 30         | 6          | 2           | 0          | 3                 | 0                 | 1                 | 0                 | 4                 | 0                 | 0                 | 0                 | 37       | 6      | 3           | 0          |
| H. Feilzer     | 21         | 2          | 1           | 0          | 3                 | 0                 | 1                 | 0                 | 6                 | 1                 | 1                 | 0                 | 30       | 3      | 3           | 0          |
| F. Funkel      | 30         | 2          | 2           | 0          | 1                 | 0                 | 1                 | 0                 | 8                 | 3                 | 0                 | 0                 | 39       | 5      | 3           | 0          |
| W. Funkel      | 24         | 3          | 3           | 0          | 2                 | 0                 | 0                 | 1                 | 7                 | 3                 | 0                 | 0                 | 33       | 6      | 3           | 1          |
| L. Guðmundsson | 26         | 10         | 2           | 0          | 3                 | 1                 | 1                 | 0                 | 5                 | 3                 | 0                 | 0                 | 34       | 14     | 3           | 0          |
| M. Herget      | 29         | 4          | 6           | 1          | 3                 | 0                 | 1                 | 0                 | 8                 | 2                 | 1                 | 0                 | 40       | 6      | 8           | 1          |
| D. Janssen     | 3          | 1          | 1           | 0          | 0                 | 0                 | 0                 | 0                 | 1                 | 0                 | 0                 | 0                 | 4        | 1      | 1           | 0          |
| F. Kirchhoff   | 13         | 2          | 1           | 0          | 1                 | 0                 | 0                 | 0                 | 2                 | 0                 | 0                 | 0                 | 16       | 2      | 1           | 0          |
| D. Klinger     | 26         | 5          | 4           | 1          | 3                 | 1                 | 1                 | 0                 | 8                 | 1                 | 0                 | 0                 | 37       | 7      | 5           | 1          |
| M. Kubik       | 8          | 0          | 0           | 0          | 2                 | 0                 | 0                 | 0                 | 1                 | 0                 | 0                 | 0                 | 11       | 0      | 0           | 0          |
| P. Loontiens   | 17         | 6          | 2           | 0          | 1                 | 0                 | 0                 | 0                 | 5                 | 2                 | 0                 | 0                 | 23       | 8      | 2           | 0          |
| T. Puszamszies | 0          | 0          | 0           | 0          | 0                 | 0                 | 0                 | 0                 | 1                 | 1                 | 0                 | 0                 | 1        | 1      | 0           | 0          |
| F. Raschid     | 12         | 4          | 3           | 0          | 0                 | 0                 | 0                 | 0                 | 6                 | 2                 | 1                 | 0                 | 18       | 6      | 4           | 0          |
| B. Rodosek     | 1          | 0          | 0           | 0          | 0                 | 0                 | 0                 | 0                 | 0                 | 0                 | 0                 | 0                 | 1        | 0      | 0           | 0          |
| W. Schäfer     | 18         | 5          | 4           | 0          | 1                 | 0                 | 1                 | 0                 | 5                 | 3                 | 0                 | 0                 | 24       | 8      | 5           | 0          |
| R. Stephany    | 1          | 0          | 0           | 0          | 0                 | 0                 | 0                 | 0                 | 0                 | 0                 | 0                 | 0                 | 1        | 0      | 0           | 0          |
| F. Thommessen  | 1          | 0          | 0           | 0          | 0                 | 0                 | 0                 | 0                 | 0                 | 0                 | 0                 | 0                 | 1        | 0      | 0           | 0          |
| W. Vollack     | 25         | 0          | 1           | 1          | 1                 | 0                 | 0                 | 0                 | 7                 | 0                 | 0                 | 0                 | 33       | 0      | 1           | 1          |
| K. Wöhrlin     | 32         | 0          | 1           | 0          | 2                 | 0                 | 0                 | 0                 | 5                 | 0                 | 0                 | 0                 | 39       | 0      | 1           | 0          |
| L. de Loo      | 6          | 0          | 0           | 0          | 0                 | 0                 | 0                 | 0                 | 0                 | 0                 | 0                 | 0                 | 6        | 0      | 0           | 0          |